# Crematogaster sewardi
Crematogaster sewardi is een mierensoort uit de onderfamilie van de Myrmicinae. De wetenschappelijke naam van de soort is voor het eerst geldig gepubliceerd in 1901 door Forel.